# Citigroup Center
Citigroup Center, kallas även Citicorp Center och 601 Lexington Avenue, är en skyskrapa som ligger på Manhattan i New York, New York i USA.
Byggnaden uppfördes mellan 1974 och 1977 som en fastighet för kontorsverksamhet. Den är 279 meter hög och har 59 våningar.